# سيلفيا ألونسو
سيلفيا ألونسو (بالإسبانية: Silvia Alonso)‏ هي ممثلة إسبانية، ولدت في 28 ديسمبر 1992 في سلامنكا في إسبانيا.

## أعمال

### أفلام
- (2018) سراب

## وصلات خارجية
- سيلفيا ألونسو على موقع IMDb (الإنجليزية)
- سيلفيا ألونسو على موقع قاعدة بيانات الفيلم (الإنجليزية)